# 坂口 (企業)
坂口合名会社（さかぐち）は、鳥取県米子市に本社をおく企業である。

## 概要

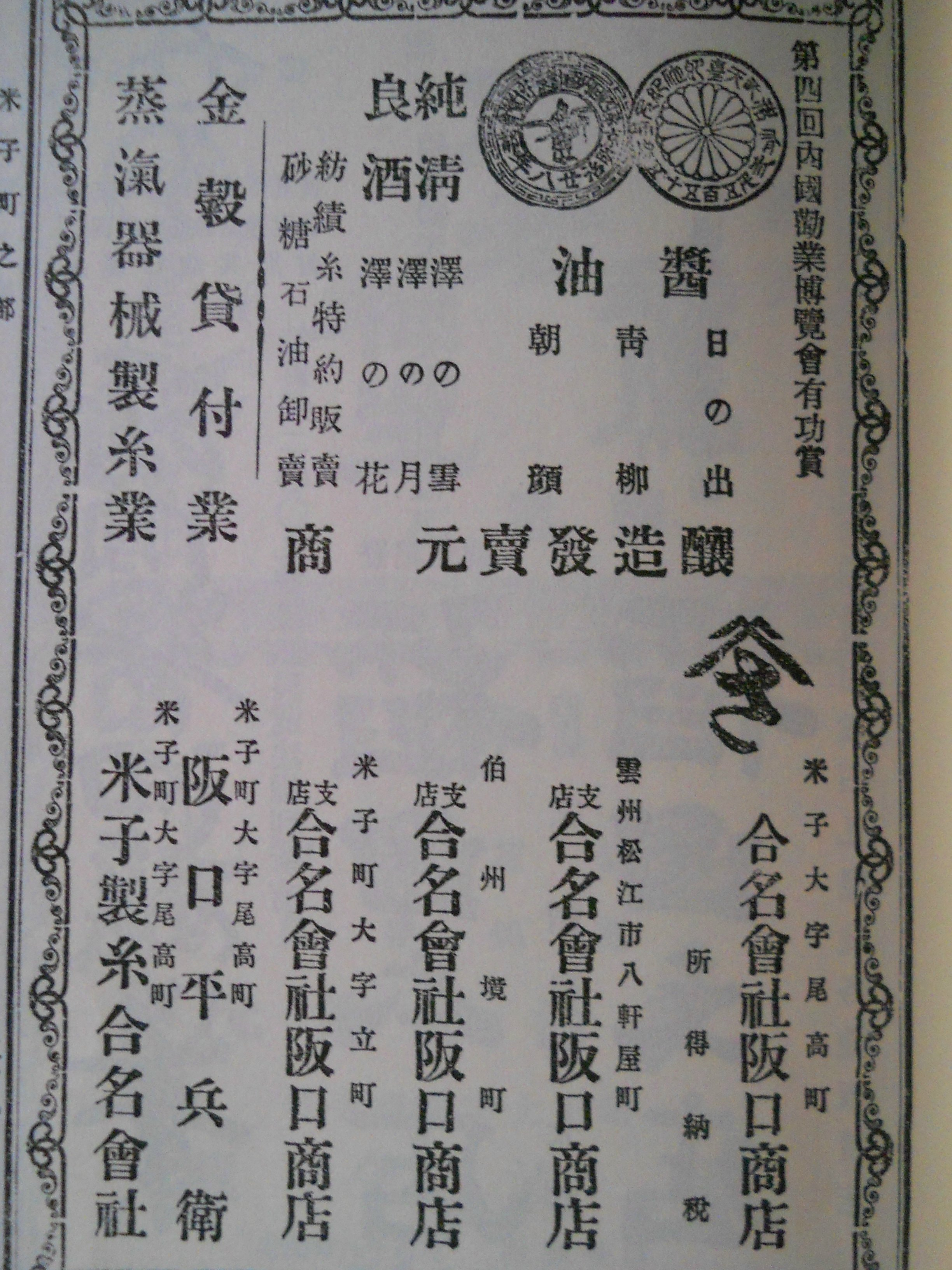
坂口商店（『帝國實業名鑑』より）

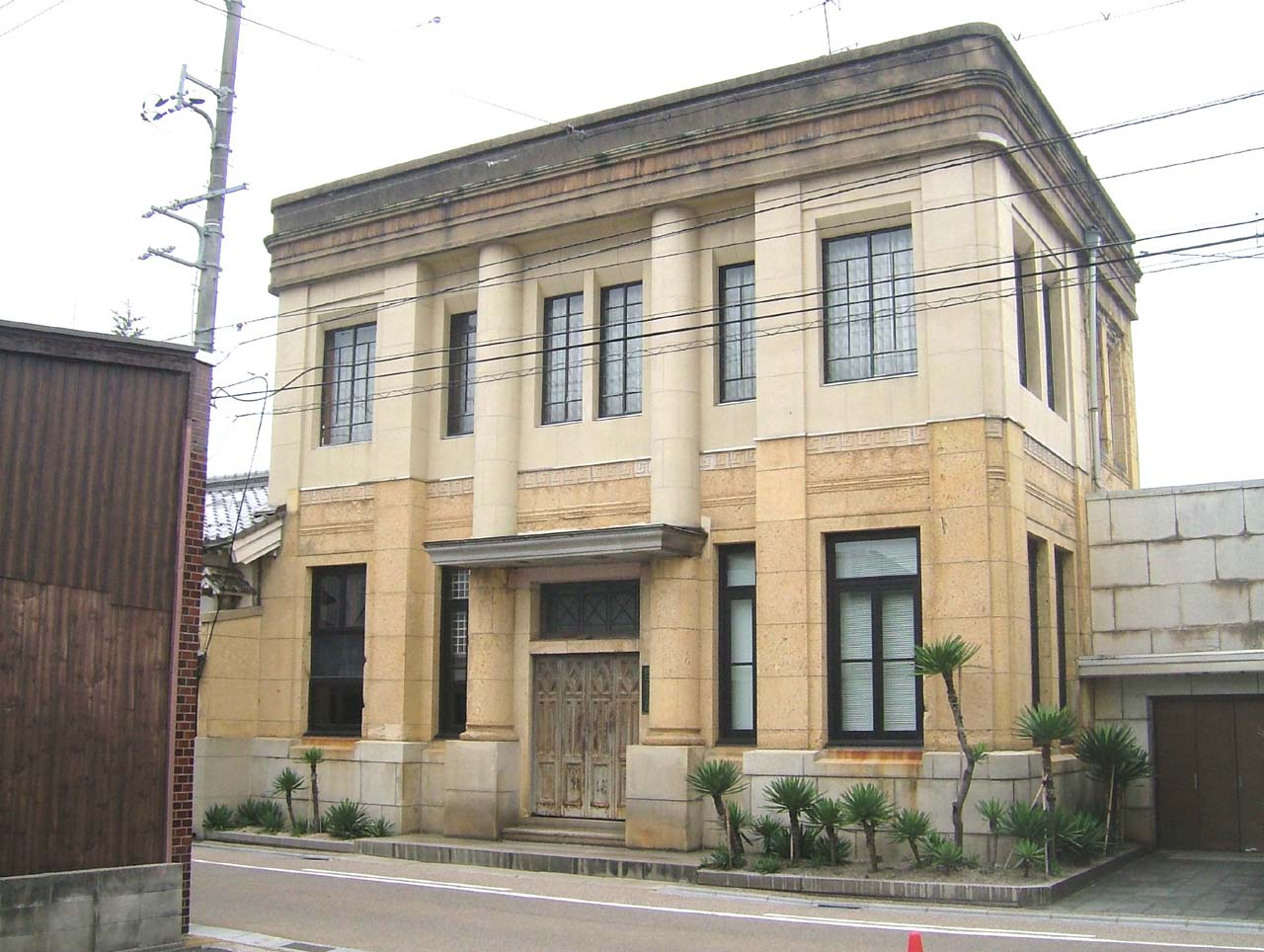
坂口合名ビル
鳥取県米子市尾高町66番地
県民の建物100選に指定されている

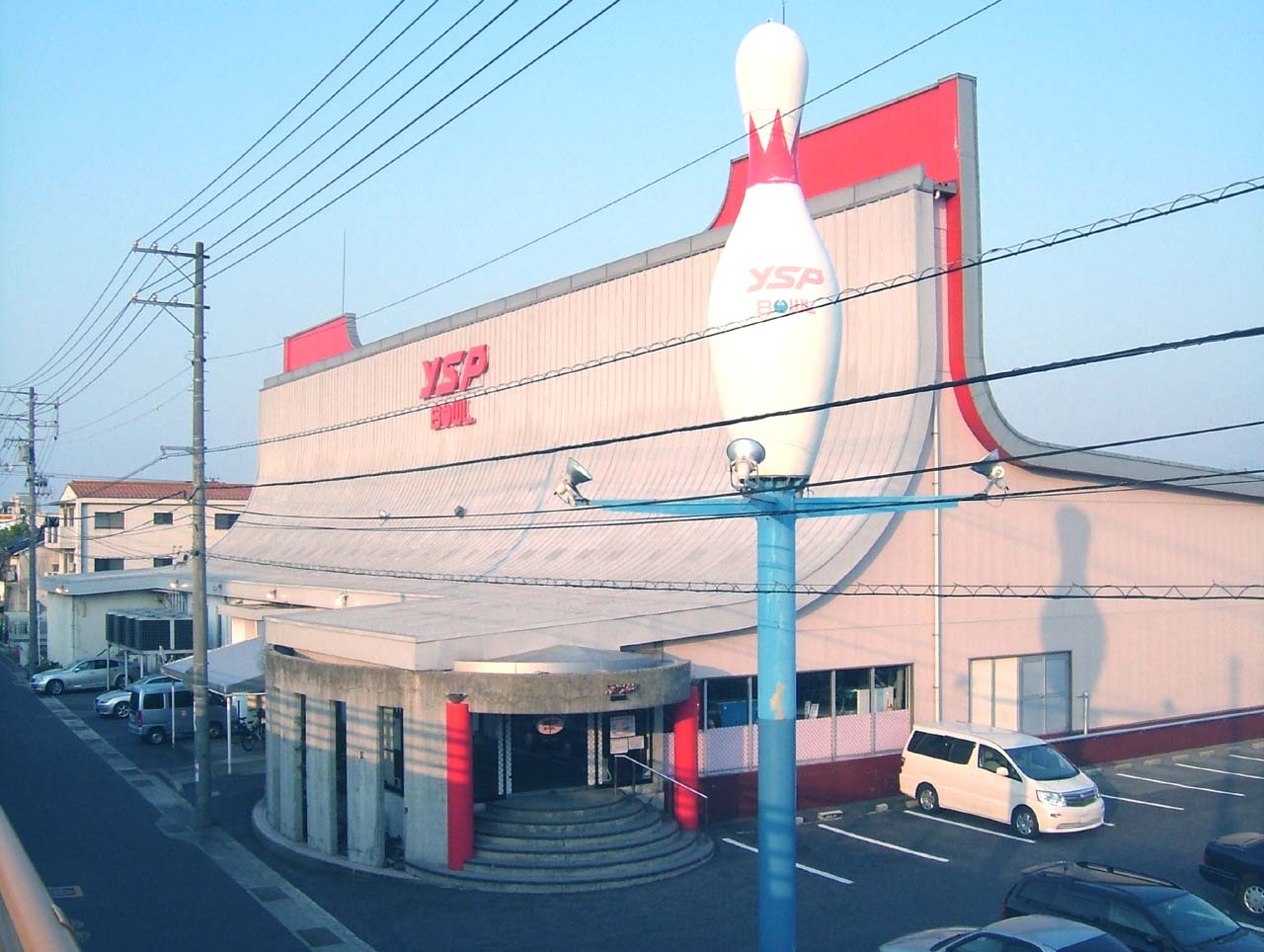
米子YSPボウル（本社隣接）

### 合名会社坂口商店時代
坂口商店は1894年（明治27年）12月醤油製造販売、砂糖、紡績糸、石油販売を目的として資本金2万円で起業、翌年から営業を開始した。事務所は鳥取県米子市尾高町。
その中心業務は醤油の販売で、販路の拡大に努力し、1898年（明治31年）ころには鳥取・島根両県下の至る所に販売所が設けられ、遠くは北海道、九州方面へ輸送するに至っている。その醸造醤油は、すでに1895年（明治28年）7月、京都で開かれた第4回内国勧業博覧会で有功賞を受賞している。
1898年（明治31年）2月からは、同商店の規模を拡大するため酒造業が開始されている。

### 現在
1920年9月10日に現社名の坂口合名会社に変更。
事業内容は林業、土地・建物の管理運営、ボウリング場の経営、生保・損保代理業。
かつては、ゴルフ場・ゴルフ練習場・アイススケートリンクの経営を行っていた。

## 沿革
- 1894年 - 合名会社坂口商店設立[2]。
- 1920年9月10日 - 坂口合名会社へ組織変更。
- 1967年11月 - YSPスポーツセンター（アイススケートリンク兼用屋内プール）開業[3]。
- 1970年12月 - 米子YSPボウル開業[2]。
- 1988年9月 - 関連会社、沢屋不動産設立[2]。
- 1991年7月 - 関連会社、サングリーン設立[2]。
- 1999年3月 - YSPスケートリンク閉鎖[3]。
- 2008年 - 島根県松江市の有限会社北國醤油店（現・株式会社北國）に「かぎさ醤油」のブランドを譲渡し、創業時から続いた醤油醸造業から撤退[4]。
- 2011年6月 - 本社事務所移転。（米子YSPボウル隣接）
- 2012年 - 再生可能エネルギー事業参入

## 関連会社
- 沢屋不動産有限会社
- 有限会社サングリーン
- 株式会社サウンド・シティ